# Maddie & Tae
Maddie & Tae es un dúo estadounidense femenino de música country compuesto por Maddie Font (de soltera Marlow) y Tae Kerr (de soltera Dye), ambas cantantes, compositoras y guitarristas. El dúo firmó con Dot Records resurgido en 2014. Su álbum debut, Start Here, fue lanzado el 28 de agosto de 2015 e incluye los sencillos «Girl in a Country Song», «Fly», «Shut Up and Fish» y «Sierra». En 2018, tras el cierre de Dot, firmaron con Mercury Nashville. En abril de 2020, lanzaron su segundo álbum de estudio The Way It Feels para este sello y en 2022 la primera parte de su tercer álbum de estudio, Through The Madness.

## Carrera

### 2010–2016: Comienzos yStart Here
En 2010, Madison Kay "Maddie" Marlow (nacida en 1995, en Sugar Land, Texas) y Taylor Elizabeth "Tae" Dye (nacida en 1995, en Ada, Oklahoma) acudían al mismo entrenador vocal y se conocieron en una presentación en Dallas. Dentro del año, el dúo iba y venía de Nashville todos los fines de semana mientras aún asistía a la escuela. Actuaron por primera vez bajo el nombre de Sweet Aliana. Después de terminar la escuela secundaria, el dúo se mudó a Nashville para comenzar su carrera musical como Maddie & Tae. En 2014, Big Machine Records revivió el nombre de Dot Records para un nuevo sello. En junio de 2014, Maddie & Tae fueron confirmadas como los primeros firmantes de la etiqueta.
Escribieron su sencillo debut, «Girl in a Country Song», con Aaron Scherz, quien lo coprodujo con Dann Huff. La canción es una crítica a la tendencia Bro-country contemporánea de entonces. «Girl in a Country Song» debutó en el número 58 en la lista Country Airplay con fecha de la semana que finalizó el 19 de julio de 2014. Después de 23 semanas, alcanzó el número 1 de la lista del 20 de diciembre de 2014, convirtiéndose en el primer sencillo debut de un dúo femenino en alcanzar el número uno desde que The Wreckers lo hiciera en 2006 con «Leave the Pieces», y solo el segundo en la historia. Maddie & Tae lanzaron su EP homónimo el 4 de noviembre de 2014. Incluía «Girl in a Country Song», así como 3 pistas nuevas: «Sierra», «Fly» y «Your Side of Town».
«Fly» fue lanzado el 26 de enero de 2015. Hizo su debut televisivo cuando interpretaron la canción en The Tonight Show Starring Jimmy Fallon. Su álbum debut, Start Here, fue lanzado el 28 de agosto de 2015. Para octubre de 2015, la canción se había convertido en un éxito Top 10 tanto en Hot Country Songs como en Country Airplay. El dúo coescribió la canción «Boomerang» del álbum de finales de 2015 de Jana Kramer, Thirty One. El 2 de noviembre de 2015 se lanzó a la radio country el tercer sencillo del álbum, «Shut Up and Fish». En 2016 se lanzó a la radio country el cuarto sencillo del álbum, «Sierra».
Maddie y Tae fueron estrellas invitadas en el programa de Disney Channel Girl Meets World en un episodio titulado "Girl Meets Texas, Part 2", que se estrenó el 17 de octubre de 2015. Actuaron en The O2 Arena, en el escenario principal del festival C2C: Country to Country en marzo de 2016, su primera visita al Reino Unido. A finales de 2016 lanzaron una línea de moda en colaboración con Bloomingdales.

### 2017–presente:The Way It Feelsy lanzamientos de EP
A principios de 2017, Maddie y Tae aparecieron en el puesto 20 en la lista 30 Under 30 - Music de Forbes. Recibieron dos nominaciones para la 52.ª edición anual de los Premios de la Academia de Música Country, incluido el dúo vocal del año. En junio de 2017, se anunció que Maddie y Tae habían firmado con UMG Nashville tras el cierre de Dot Records.
A principios de 2018, Maddie & Tae firmaron con Mercury Nashville y lanzaron el sencillo «Friends Don't». Desde entonces, alcanzó el puesto 33 en las listas Billboard Country Airplay. En octubre de 2018, el dúo lanzó otra canción nueva, «Die from a Broken Heart», y vendió 7000 en su primera semana. La canción alcanzó el puesto número 2 en la lista de países de EE. UU. y el número 1 en la lista Country Airplay. Esto convierte al dúo en el primer número uno desde su sencillo debut. El dúo es un acto de apertura en Cry Pretty Tour 360 de Carrie Underwood, que comenzó el 1 de mayo de 2019. En marzo de 2019, el dúo lanzó otro sencillo promocional titulado «Tourist in This Town». Su EP One Heart to Another fue lanzado el 26 de abril de 2019.
El 22 de noviembre de 2019, Maddie se casó con Jonah Font después de ocho años de noviazgo. El 21 de febrero de 2020, Tae se casó con el compositor Josh Kerr después de más de un año de noviazgo. Su segundo álbum de estudio, The Way It Feels, fue lanzado el 10 de abril de 2020. Un EP de música navideña, We Need Christmas, siguió el 23 de octubre de 2020. En noviembre de 2021, Tae reveló que ella y su esposo esperaban su primer hijo para la primavera de 2022. El 17 de enero de 2022, Tae dio a luz a una niña, Leighton Grace Kerr, que nació 3 meses antes de tiempo.
El primer volumen del tercer álbum de estudio de la pareja, el EP Through the Madness, vol. 1, fue lanzado el 28 de enero de 2022.

## Miembros
- Madison Kay Marlow (de soltera Marlow,[34] 7 de julio de 1995, de Sugar Land, Texas)[35] – voz principal, guitarra derecha, mandolina.
- Taylor Elizabeth Dye (de soltera Dye,[36] el 18 de septiembre de 1995, de Ada, Oklahoma)[37] – voz, guitarra izquierda.

## Discografía

### Álbumes de estudio
- Start Here (2015)
- The Way It Feels (2020)

### Extended plays
- Maddie & Tae[38] (2014)

### Sencillos
- «Girl in a Country Song» (2014)
- «Fly» (2015)
- «Shut Up and Fish» (2015)
- «Sierra» (2016)
- «Friends Don't» (2018)
- «Die from a Broken Heart» (2018)[39]

### Videos musicales
| Año                | Video                    | Director(es)  |
| ------------------ | ------------------------ | ------------- |
| 2014               | «Girl in a Country Song» | TK McKamy     |
| 2015               | «Fly»                    | Brian Lazzaro |
| «Shut Up and Fish» | TK McKamy                |               |

## Giras
Encabezando
- Start Here Tour (2015)[43]
- Tourist in This Town Tour (2020)[44]
- All Song No Static Tour (2022)[45]

Apoyando
- Sounds of Summer Tour (2015) con Dierks Bentley, Kip Moore, & Canaan Smith
- Life Amplified World Tour (2016) con Brad Paisley y Tyler Farr
- Storyteller Tour: Stories in the Round (2016) con Carrie Underwood, Little Big Town y Sam Hunt
- Cry Pretty Tour 360 (2019) con Carrie Underwood y Runaway June